# Onverwacht (Para)
Onverwacht (Sranantongo: Bose) is de hoofdplaats van het district Para in Suriname, gelegen aan de Jawasikreek. Het dorp is ontstaan uit een gelijknamige plantage. In 2008 telde het dorp 2.223 inwoners.

## Geschiedenis
Plantage Onverwacht werd in de zeventiende eeuw gesticht aan de rechteroever van de Hoykreek, een zijtak van de Pararivier en was oorspronkelijk een tabaksplantage. In de eerste helft van de achttiende eeuw kreeg het in het Sranantongo de naam Bose naar de eigenaar van de plantage, Frederik Coenraad Bossé. 
Na de afschaffing van de slavernij (1863) kochten acht voormalige slaven op 18 mei 1881 de grond van Onverwacht om er een houtplantage te beginnen. 
In 1968 werd de plaats het bestuurscentrum van het district Para en vestigde de districtsraad zich in het dorp.

## Station Onverwacht aan de Lawaspoorweg

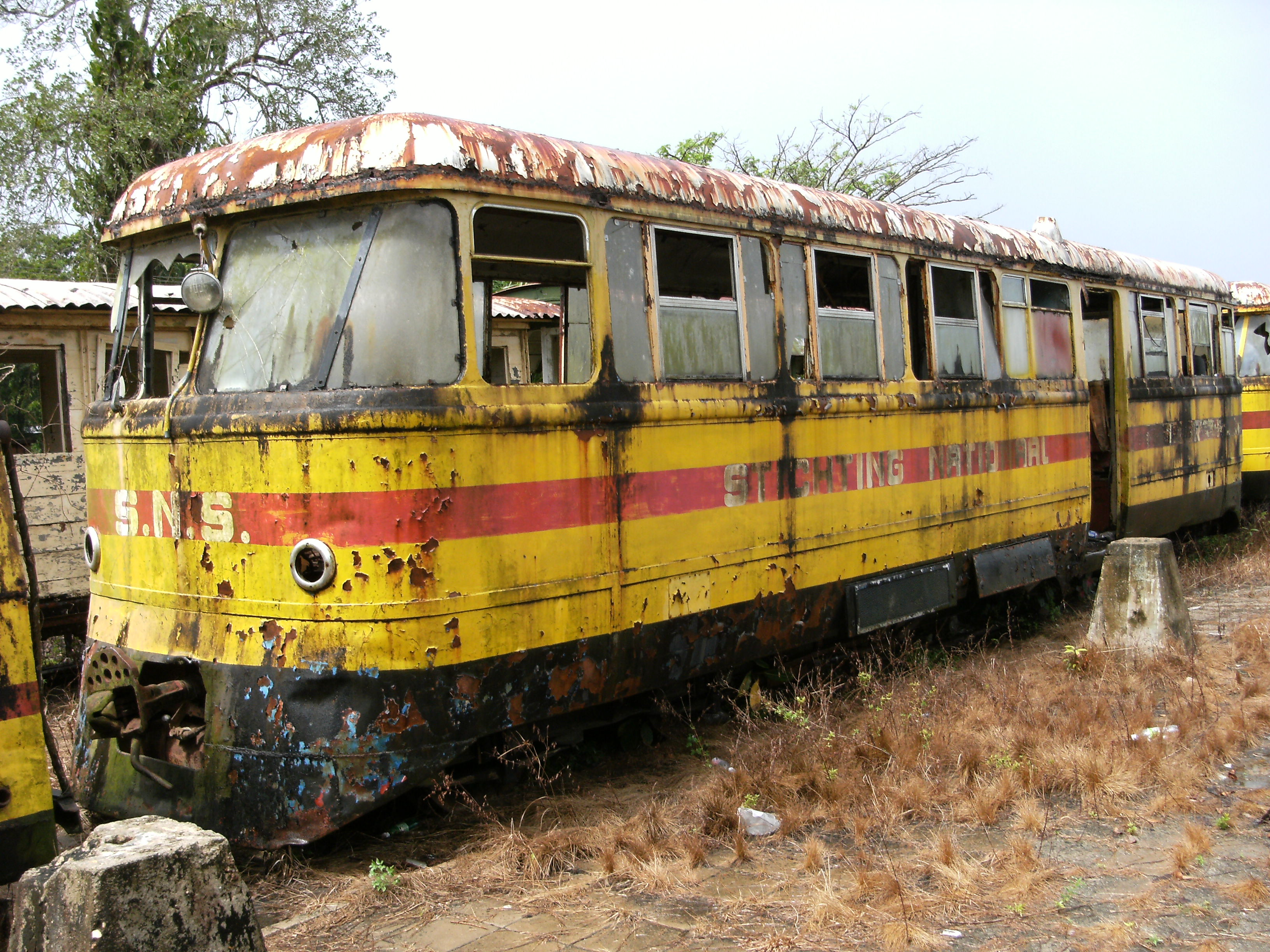
Verlaten dieseltrein bij Onverwacht, december 2008

Tot het midden van de jaren tachtig had Onverwacht een halte aan de Lawaspoorweg die tussen 1903 en 1912 is aangelegd. Deze spoorlijn was bedoeld voor het vervoer van goud en passagiers vanuit Benzdorp in het Lawagebied naar Paramaribo. De route liep aanvankelijk van het Vaillantsplein in Paramaribo tot aan Kabelstation-Noord, vernoemd naar de 300 meter lange kabelbaan daar. Na het per kabelbaan oversteken van de Surinamerivier, moesten de passagiers een tweede treintje nemen dat hen van Kabelstation-Zuid naar station Dam aan de Sarakreek bracht. Het verdere verloop van de Lawaspoorweg van Dam naar Benzdorp is nooit afgeraakt. In 1961 werd Onverwacht het beginpunt van de lijn. Toen het Brokopondostuwmeer begon vol te lopen verdwenen diverse haltes onder water. Het gedeelte tussen Onverwacht en Brownsweg bleef uiteindelijk nog over, maar werd in 1987 gesloten. Het traject tussen Paramaribo en Onverwacht is geheel verdwenen en op de overige delen van de lijn heeft de natuur vrij spel. De overblijfselen van de dieseltreinen staan in Onverwacht.
Pogingen van de Nederlander Peter Sul in de jaren negentig om de spoorlijn te reactiveren voor het vervoer van toeristen, waren geen succes.

## Geboren
- Urwin Vyent